# Ona Juknevičienė
Ona Juknevičienė (* 28. April 1955 in Dusmenėliai bei Trakai) ist eine litauische Politikerin. Juknevičienė ist seit 2004 Mitglied des Europäischen Parlaments und Mitglied in der Allianz der Liberalen und Demokraten für Europa.
1958 übersiedelte Juknevičienė Familie nach Vilnius. Juknevičienė schloss dort 1973 die Schulbildung ab und studierte an der Universität Vilnius Wirtschaftswissenschaften. Juknevičienė erwarb 1981 einen Hochschulabschluss in Wirtschaftswissenschaften und promovierte 1993 zur Doktorin für Wirtschaftswissenschaften. Sie war zwischen 1985 und 1990 Leitende Dozentin an der Verwaltungsakademie und von 1994 bis 1995 Dozentin für Wirtschaftswissenschaften an der Universität Vilnius. Sie wechselte danach zur Agentur für Unternehmensumstrukturierung „Consulta“, wo sie zwischen 1995 und 1998 die Funktion einer Generaldirektorin innehatte. In der Folge war Juknevičienė von 1998 bis 2000 leitende Beraterin des technischen Hilfsprojekts „Aufbau von Institutionen, Umstrukturierung und Privatisierung von Unternehmen“ der Weltbank in Usbekistan (1998–2000) und von 2001 bis 2004 leitende Beraterin des technischen Hilfsprojekts „Umstrukturierung und Privatisierung von Unternehmen“ der Weltbank in Serbien.
Juknevičienė gehörte von 1997 bis 2000 der Liberalen Union an und war ab 2003 Mitglied der Darbo partija. Nachdem die Darbo partija im Februar 2008 für ein Atomkraftgesetz gestimmt hatte, dass die Schaffung eines „nationalen Energieversorgers“ und im Zuge dessen für den privaten Stromversorger VST äußerst günstige Konditionen vorsah, trat Juknevičienė aus der Partei aus. Bei den Europawahlen 2009 trat sie als Spitzenkandidatin der Zentrumspartei an und verhalf der Splitterpartei zu 3,1 % der gültigen Wählerstimmen.
Ona Juknevičienė ist in zweiter Ehe mit Thierry Bodard verheiratet und hat zwei erwachsene Töchter, Rūta und Simona.